# 下原古窯跡群
座標: 北緯35度16分56秒 東経136度59分38秒 / 北緯35.282096度 東経136.993978度

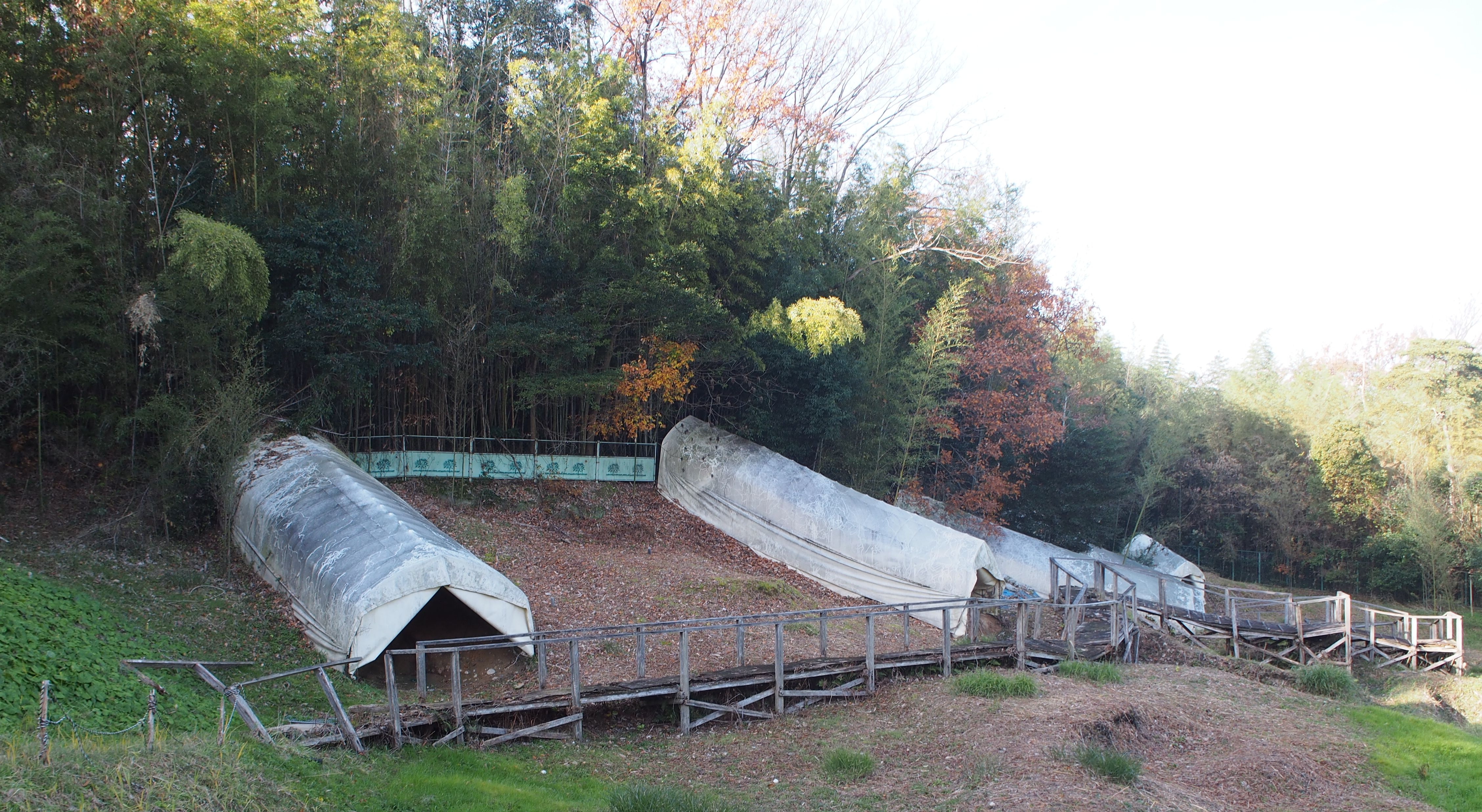
下原古窯跡A群全景

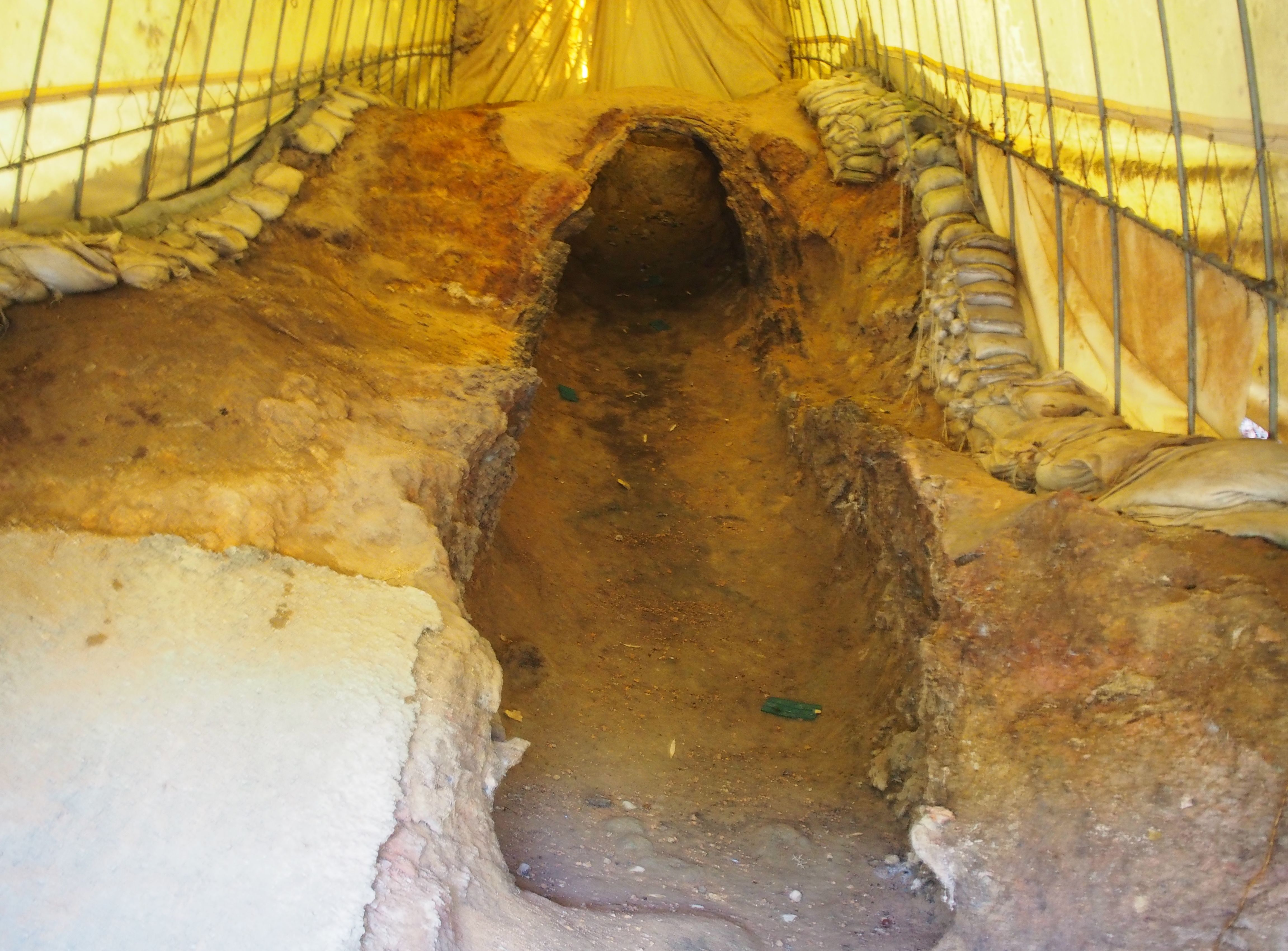
第3号窯

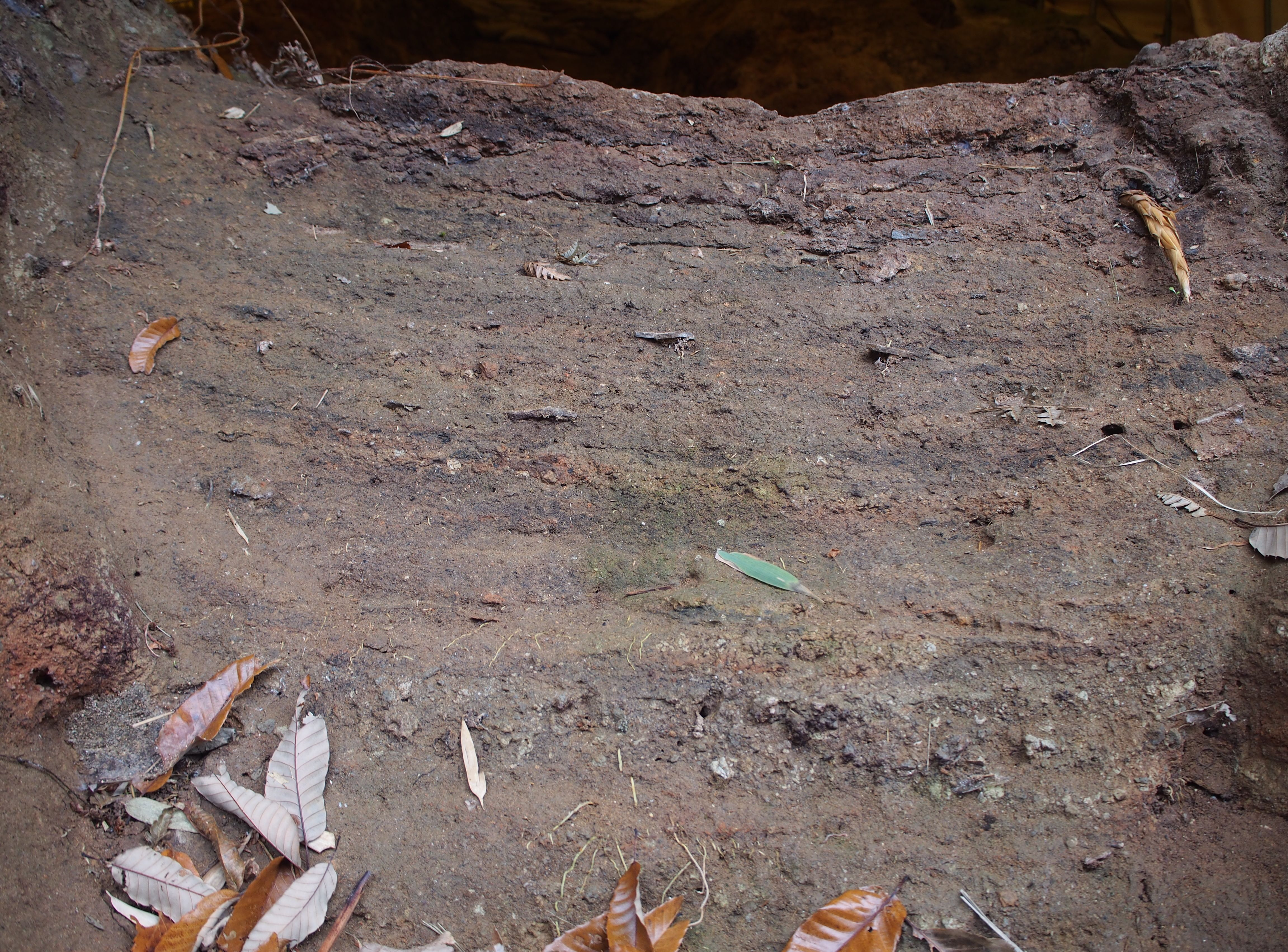
第2号窯燃焼部の床面補修痕

下原古窯跡群（しもはらこようせきぐん）は、愛知県春日井市にある須恵器窯の遺跡（窯跡）。春日井市の史跡。

## 概要
春日井市北西の丘陵地帯（東山町）に所在する、古墳時代を中心とする須恵器の焼成窯である。須恵器とともに埴輪が焼かれ、全国的にもめずらしい須恵質の埴輪が作られた。1989年（平成元年）・1990年（平成2年）に行われた発掘調査により、11基の窯と灰原が確認され、多量の須恵器や埴輪が出土した。1～3・6～8号窯からなるA群、4・9・10号窯からなるB群に分かれており、5号窯は中世の炭焼き釜、12号窯は近世陶磁器窯、11号窯は欠番である。B群は滅失し、現在はA群の5基の窯が現地保存されている。
特に3号窯は保存状態がよく、焚き口付近から煙道までと天井の一部が残っており、天井の断面や壁面に粘土を貼り付けて補修した痕跡も確認されている。
2号窯では燃焼部の床面補修痕が残っている。
また、下原古窯で作られた須恵器や埴輪が味美二子山古墳まで運ばれていたことがわかっている。下原古窯付近には生地川、八田川が南へと流れており、これを下ると味美二子山古墳に至ることから、河川の水路を利用して運んだと推定される。